# Saturn-Award-Verleihung 1990
Die 16. Saturn-Award-Verleihung fand am 21. Januar 1990 statt. In diesem Jahr wurde erstmals der Preis für die beste Fernsehserie verliehen. Erfolgreichste Produktionen mit je drei Auszeichnungen wurden Beetlejuice, Falsches Spiel mit Roger Rabbit und Big.

## Nominierungen und Gewinner

### Film
| Kategorie                    | Preisträger                               | Film                            | Nominierungen |
| ---------------------------- | ----------------------------------------- | ------------------------------- | --- |
| Bester Science-Fiction-Film  |                                           | Spacecop L.A. 1991              | Der Blob Cocoon II – Die Rückkehr Meine Stiefmutter ist ein Alien Nummer 5 gibt nicht auf Sie leben |
| Bester Horrorfilm            |                                           | Beetlejuice                     | Chucky – Die Mörderpuppe Die Unzertrennlichen Halloween IV – Michael Myers kehrt zurück Hellbound – Hellraiser II Nightmare on Elm Street 4 Reise zurück in der Zeit |
| Bester Fantasyfilm           |                                           | Falsches Spiel mit Roger Rabbit | Big In einem Land vor unserer Zeit Die Geister, die ich rief … Willow Genie und Schnauze |
| Beste Regie                  | Robert Zemeckis                           | Falsches Spiel mit Roger Rabbit | Tim Burton für Beetlejuice Penny Marshall für Big Charles Matthau für Hilfe, ich bin ein Außerirdischer – Ausgeflippte Zeiten auf der Erde Renny Harlin für Nightmare on Elm Street 4 Anthony Hickox für Reise zurück in der Zeit                                                                                |
| Bestes Drehbuch              | Gary Ross Anne Spielberg                  | Big                             | Michael McDowell & Warren Skaaren für Beetlejuice Tom Holland, Don Mancini & John Lafia für Chucky – Die Mörderpuppe David Cronenberg & Norman Snider für Die Unzertrennlichen Alan B. McElroy für Halloween IV – Michael Myers kehrt zurück Jeffrey Price & Peter S. Seaman für Falsches Spiel mit Roger Rabbit |
| Beste Spezialeffekte         | George Gibbs Ken Ralston Richard Williams | Falsches Spiel mit Roger Rabbit | Alan Munro, Ted Rae & Robert Short für Beetlejuice Kevin Pike, Hoyt Yeatman & Will Vinton für Moonwalker Eric Brevig & Allen Hall für Die Geister, die ich rief … Eric Allard & Jeff Jarvis für Nummer 5 gibt nicht auf John Richardson für Willow                                                               |
| Beste Musik                  | Christopher Young                         | Hellbound – Hellraiser II       | Danny Elfman für Beetlejuice Michael Hoenig für Der Blob Howard Shore für Die Unzertrennlichen John Massari für Space Invaders John Carpenter & Alan Howarth für Sie leben Alan Silvestri für Falsches Spiel mit Roger Rabbit                                                                                    |
| Bestes Kostüm                | Barbara Lane                              | Willow                          | Denise Cronenberg für Die Unzertrennlichen Darcie F. Olson für Space Invaders Michael Jeffery für Der Biss der Schlangenfrau Stephen M. Chudej für Black Nightfall Leonard Pollock für Reise zurück in der Zeit                                                                                                  |
| Bestes Make-Up               | Ve Neill Steve LaPorte Robert Short       | Beetlejuice                     | John M. Elliott Jr. & Stan Winston für Spacecop L.A. 1991 R. Christopher Biggs & Sheri Short für Critters 2 – Sie kehren zurück Mark Shostrom für Das Böse II David LeRoy Anderson & Lance Anderson für Die Schlange im Regenbogen Bob Keen für Reise zurück in der Zeit                                         |
| Bester Hauptdarsteller       | Tom Hanks                                 | Big                             | Hume Cronyn für Cocoon II – Die Rückkehr Jeremy Irons für Die Unzertrennlichen James Spader für The Ripper Bill Murray für Die Geister, die ich rief … Bob Hoskins für Falsches Spiel mit Roger Rabbit |
| Beste Hauptdarstellerin      | Catherine Hicks                           | Chucky – Die Mörderpuppe        | Jessica Tandy für Cocoon II – Die Rückkehr Cassandra Peterson für Elvira – Herrscherin der Dunkelheit Joanna Pacuła für Der Kuß Amanda Donohoe für Der Biss der Schlangenfrau Kim Basinger für Meine Stiefmutter ist ein Alien                                                                                   |
| Bester Nebendarsteller       | Robert Loggia                             | Big                             | Robert Englund für Nightmare on Elm Street 4 Mandy Patinkin für Spacecop L.A. 1991 Michael Keaton für Beetlejuice Jack Gilford für Cocoon II – Die Rückkehr Christopher Lloyd für Falsches Spiel mit Roger Rabbit                                                                                                |
| Beste Nebendarstellerin      | Sylvia Sidney                             | Beetlejuice                     | Clare Higgins für Hellbound – Hellraiser II Meredith Salenger für Der Kuß Katherine Helmond für Die phantastische Reise ins Jenseits Zelda Rubinstein für Poltergeist III – Die dunkle Seite des Bösen Joanna Cassidy für Falsches Spiel mit Roger Rabbit Jean Marsh für Willow                                  |
| Bester Nachwuchsschauspieler | Fred Savage                               | Ich bin Du                      | Jared Rushton für Big Alex Vincent für Chucky – Die Mörderpuppe Rodney Eastman für Killer Kid Lukas Haas für Die phantastische Reise ins Jenseits Corey Haim für Watchers Warwick Davis für Willow |

### Fernsehen
| Kategorie                  | Preisträger | Film                                           | Nominierungen |
| -------------------------- | ----------- | ---------------------------------------------- | --- |
| Beste Network-Fernsehserie |             | Raumschiff Enterprise: Das nächste Jahrhundert | Die Schöne und das Biest Freddy's Nightmares Erben des Fluchs Mein Vater ist ein Außerirdischer Superboy Krieg der Welten |

### Ehrenpreise
| Kategorie         | Preisträger   | Film | Nominierungen |
| ----------------- | ------------- | ---- | ------------- |
| Life Career Award | Ray Walston   |      |               |
| President’s Award | Carrie Fisher |      |               |